# Волосатоухий лемур
Волосатоухий лемур (лат. Allocebus trichotis) — вид лемуров монотипного рода Allocebus из семейства карликовых лемуров. Этот лемур ведёт ночной образ жизни. Эндемик Мадагаскара. Вымирающий вид.

## Описание
Волосатоухий лемур — один из самых маленьких приматов, длиной до 30 сантиметров и массой 80—100 граммов. Внешне схож с мышиными и крысиными лемурами (в 1875 году волосатоухий лемур был отнесён его первооткрывателем Альбертом Гюнтером к роду карликовых лемуров, но впоследствии выделен в отдельный род на основе характерного строения черепа) и, возможно, иногда аллоцебусов принимают за мышиных лемуров, что ведёт к заниженным оценкам размеров их популяции.

## Среда обитания и образ жизни
После описания в 1875 году (как Cheirogaleus trichotis Günther, 1875) аллоцебусы не встречались в природе около 90 лет и считались вымершими. Живые аллоцебусы были найдены в низинных влажных лесах Мадагаскара в 1966 году и затем повторно в 1989 году.
Волосатоухие лемуры ведут ночной образ жизни. Гнездятся в дуплах группами от двух до шести особей, гнездо обычно выстилают соломой. С мая по сентябрь, возможно, впадают в спячку в дуплах деревьев. Достоверно неизвестно, чем они питаются, но устройство когтей и зубов может свидетельствовать о том, что основу их диеты составляют растительные смолы, а длинный язык может помогать пить нектар. Период размножения аллоцебусов также достоверно неизвестен, но найденные в марте молодые особи размером двое меньше взрослых указывают на то, что период течки приходится на начало дождливого сезона в ноябре и декабре, а детёныши появляются на свет в январе-феврале, как у близких родов мышиных и карликовых лемуров.
Достоверно подтверждённый ареал — низинные влажные леса восточного Мадагаскара в районе реки Мананара; после 1989 года субпопуляции обнаружены также в ряде национальных парков и заповедников в других районах восточного Мадагаскара. Волосатоухие лемуры находятся под угрозой полного исчезновения, так как их родные леса активно вырубаются, а самих их используют в пищу местные жители. В 1994 и 2004 году общая численность популяции составляла, по оценкам, от 100 то 1000 особей.
В 1986—1994 годах Международный союз охраны природы рассматривал вид как вымирающий (Endangered). В 1996 году МСОП включил волосатоухих лемуров в список таксонов на грани исчезновения (Critically Endangered). В 2000 году, в связи с обнаружением новых популяций, что, возможно, означает большую, чем предполагалось, общую численность, они были перенесены в список вымирающих видов. В 2008 году было решено, что для оценки статуса вида недостаточно данных (Data Deficient), а в 2014 году его признали уязвимым (Vulnerable). В 2020 году волосатоухие лемуры были возвращены в категорию вымирающих видов.